# Богданова, Галина Сергеевна
Галина Сергеевна Богданова (5 мая 1918, Рославль — 5 мая 1980, Москва) — советский физикохимик, специалист в области технологии изготовления стекол, одна из основателей Государственного научно-исследовательского института стекла (ГИС).
Окончила Ленинградского химико-технологического института имени Ленсовета. После трехлетней работы техническим руководителем стекольного производства Запруднинского завода электровакуумных приборов в 1945 г. Богданова Галина Сергеевна поступила в аспирантуру Государственного научно-исследовательского Института Стекла, где с тех пор и до конца своей жизни они занималась научными разработками.
Галина Сергеевна Богданова автор 170 научных разработок, новизна и практическая значимость которых подтверждена 30 авторскими свидетельствами. Ею проведен ряд фундаментальных теоретических исследований, на основе которых созданы стекла и ситаллы с комплексом ценных свойств, организованы новые и усовершенствованы действующие технологические процессы производства технических ситаллов. Это дало существенный эффект народному хозяйству и помогло решению важных проблем в различных областях техники.
Работы Г. С. Богдановой позволили впервые в отечественной промышленности создать производство стеклянных электродов для рН-метрии, что дало возможность осуществить автоматическое управление производственными линиями в химической, металлургической, нефтеперерабатывающей и других отраслях промышленности, а также точный контроль химических процессов и сред в сельском хозяйстве, медицине, биологии. Результаты исследований Г. С. Богдановой светотехнических стекол легли в основу разработок современной сигнализации для всех видов транспорта, в том числе авиации. Теоретические и экспериментальные разработки в области цветных стекол был успешно использованы при изготовлении уникальных светофильтров.
Наиболее важными из работ Г. С. Богдановой являются исследования в области ситаллов с заданным комплексом физических свойств, позволившие создать новые радиотехнические и электронные приборы. За внедрение технологии светотехнических стекол и технических ситаллов получила орден Трудового Красного Знамени.

## Ссылки

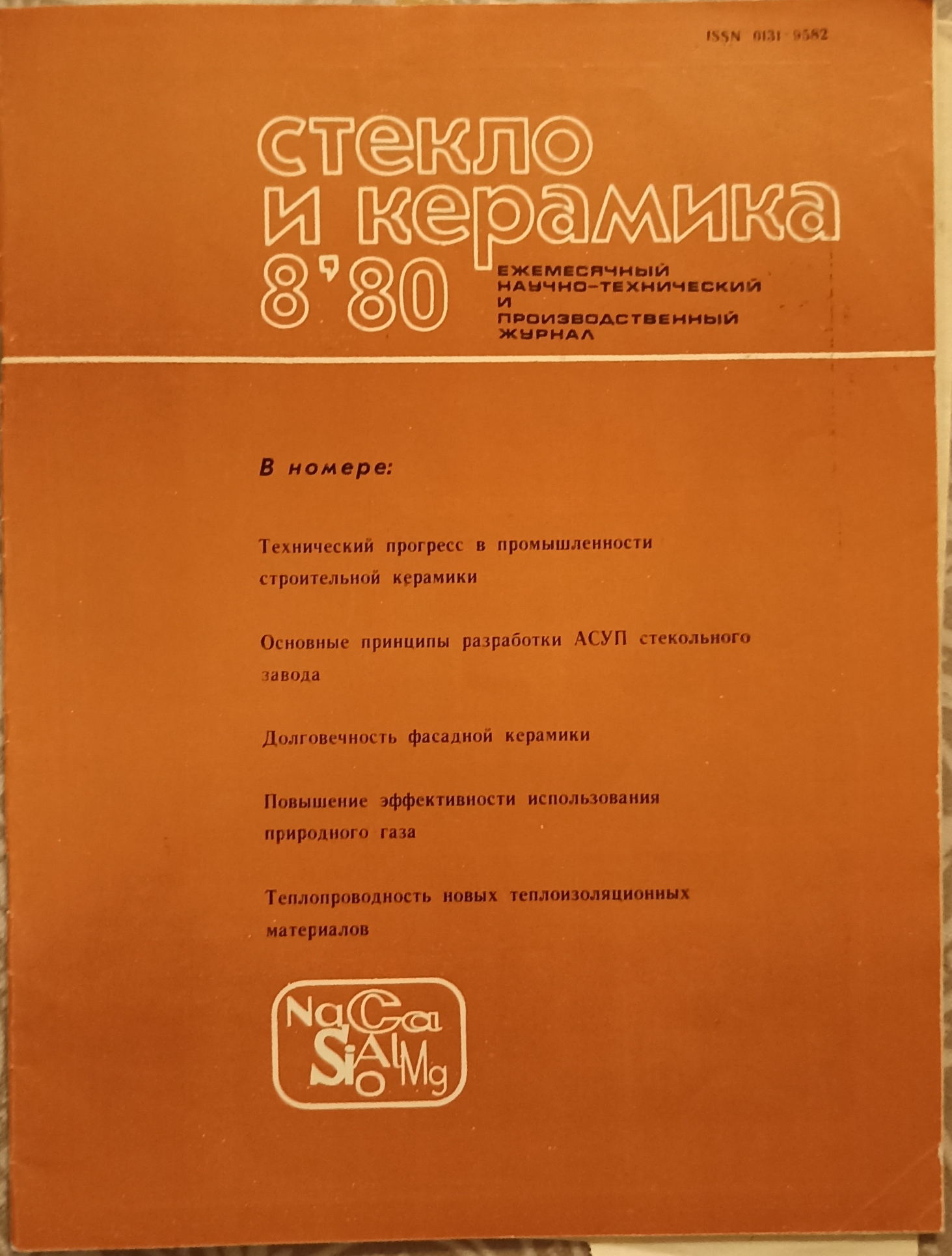
Журнал "Стекло и керамика" 8/1980 с некрологом Богдановой Г.С.